# Robert Sigel
Robert Friedrich Sigel (* 6. Juni 1820 in Stuttgart; † 16. August 1869 in Marbach am Neckar) war ein deutscher Kommunalpolitiker und Landtagsabgeordneter.

## Familie
Robert Sigel war der Sohn des Stuttgarter Archivrats Karl Friedrich Sigel und der Wilhelmine Friederike Knauss. 1847 heiratete er Bertha Friederike Keyler (1824–1902), mit ihr hatte er neun Kinder. 

## Beruf
Robert Sigel studierte Rechtswissenschaften in Tübingen. Seit 1839 war er Mitglied des Corps Rhenania Tübingen. Ab 1845 arbeitete er als Gerichtsaktuar in Marbach. 1847 wurde er zum Stadtschultheiß gewählt. Dieses Amt übte er bis 1869 aus. Allerdings musste er schon 1868 wegen einer schweren Erkrankung die Führung der Amtsgeschäfte dem Marbacher Ratschreiber Eduard Fischer überlassen, der dann auch 1869 sein Nachfolger wurde.

## Politik
Im Jahre 1851 wurde Robert Sigel als Vertreter des Oberamts Marbach in die Zweite Kammer des württembergischen Landtags gewählt. Dieses Amt übte er bis 1856 aus. Zur Neuwahl trat er 1855 nicht mehr an.